# 부평공원
부평공원(富平公園)은 인천광역시 부평구 부평3동에 있는 공원 중의 하나이다.
부영공원과 마찬가지로 군부대 터에 조성한 공원이다. 공원 조성이 추진된 시기는 1993년부터 계획되었다.
문화예술공간으로는 3,000여석 규모의 야외공연장과 역사체험공간이 있다. 주변에는 2001아울렛, 롯데백화점, 롯데마트 부평역점 등 생활 편의시설이 많이 들어서 있으며, 부평역과 백운역의 중간지점에 위치하여 있어 부원중학교나 동아아파트, 현대아파트, 두산위브 등 대규모 아파트 단지와 교육 및 상업시설이 많이 밀집해 있다.

## 일제 강점기
부평공원은 일제 강점기 군수용 차량이나 아니면 철도 차량 등을 만들었던 미쓰비시 공장이 위치했던 곳으로 지금까지도 당시 사택이 예전 모습을 그대로 간직한 채 역사의 흔적을 가지고 있다. 하지만 상당수는 제대로 보존되지 않아 쓰레기가 가득 차고 폐가처럼 방치되고 있다.

## 사진

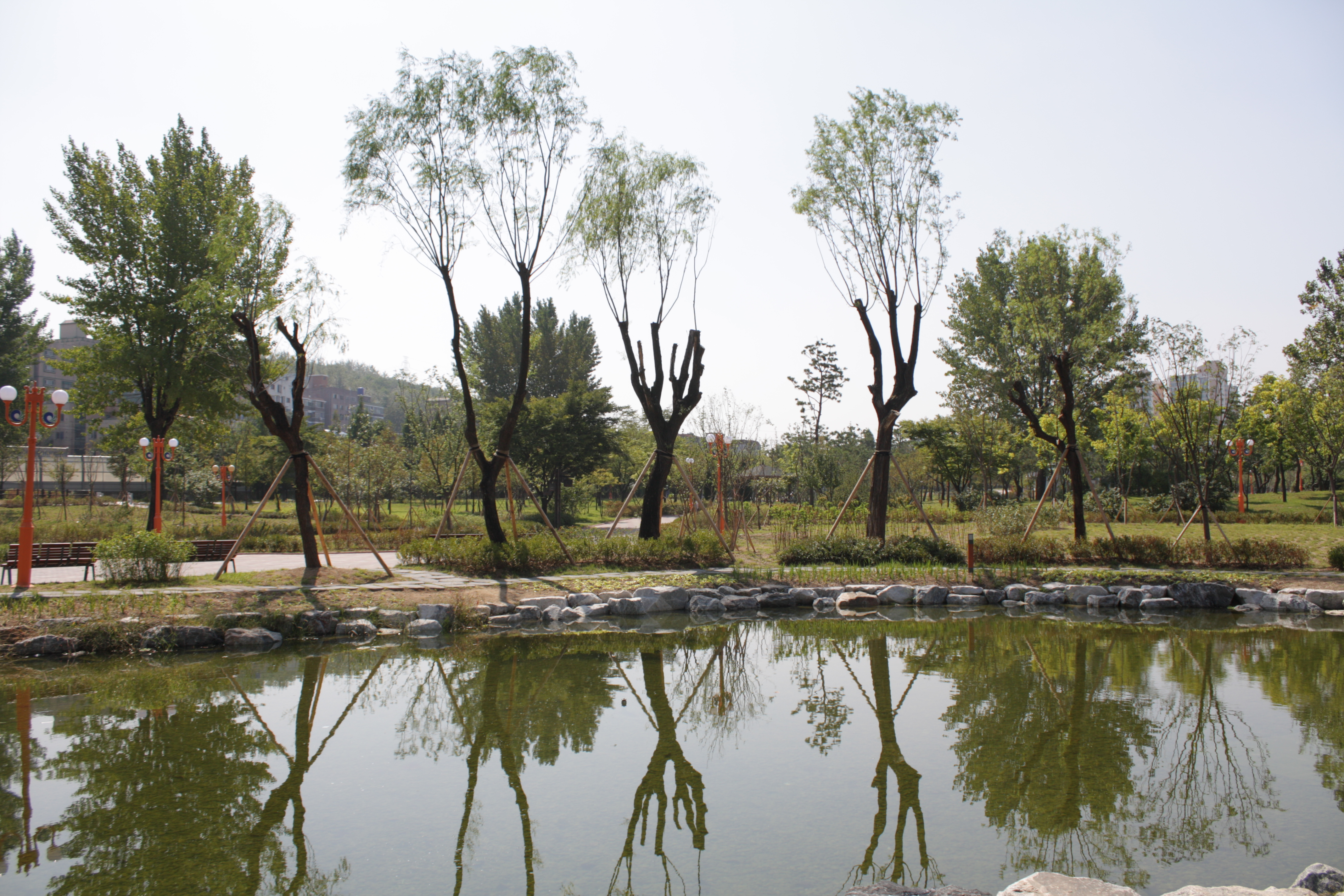
연못
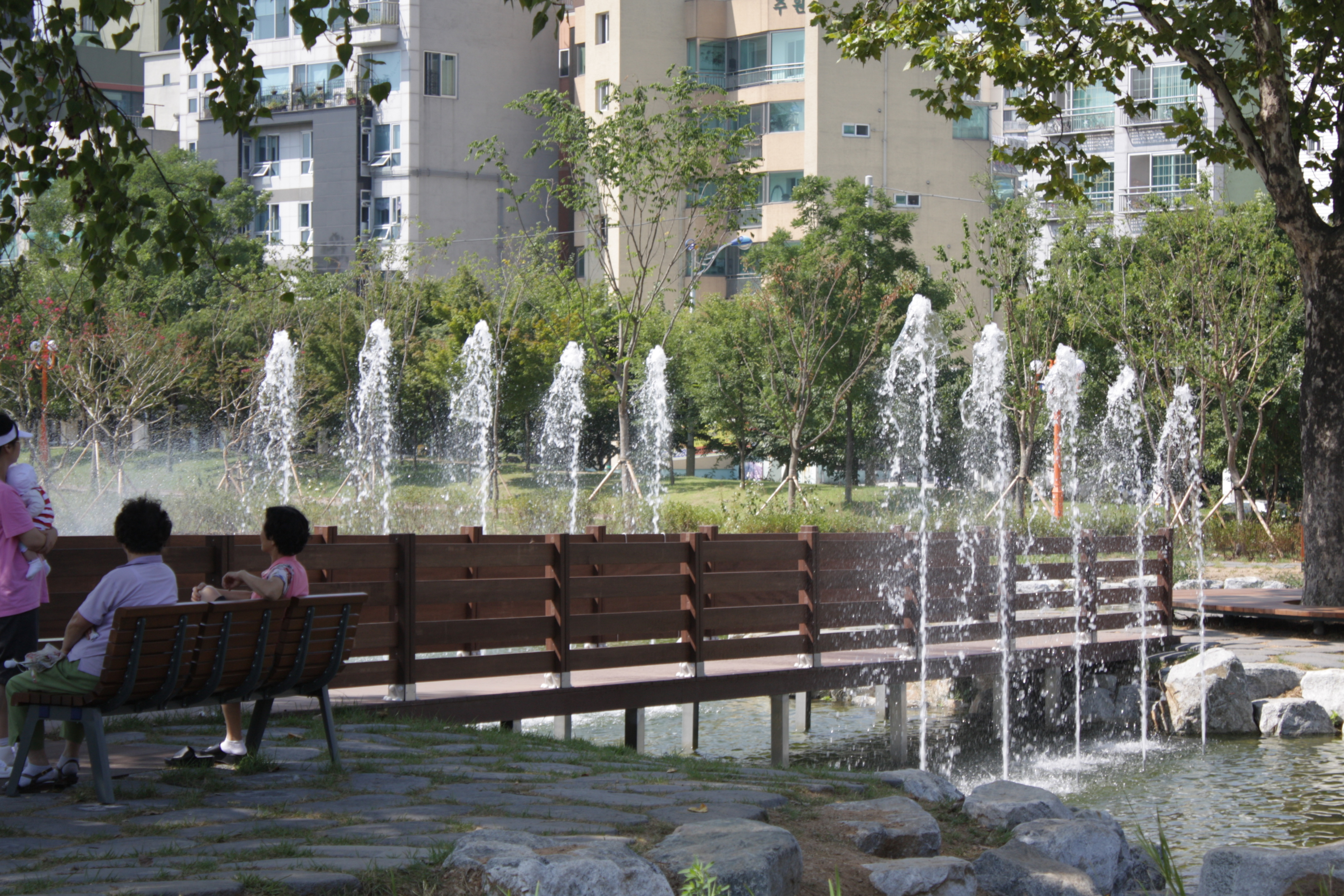
분수
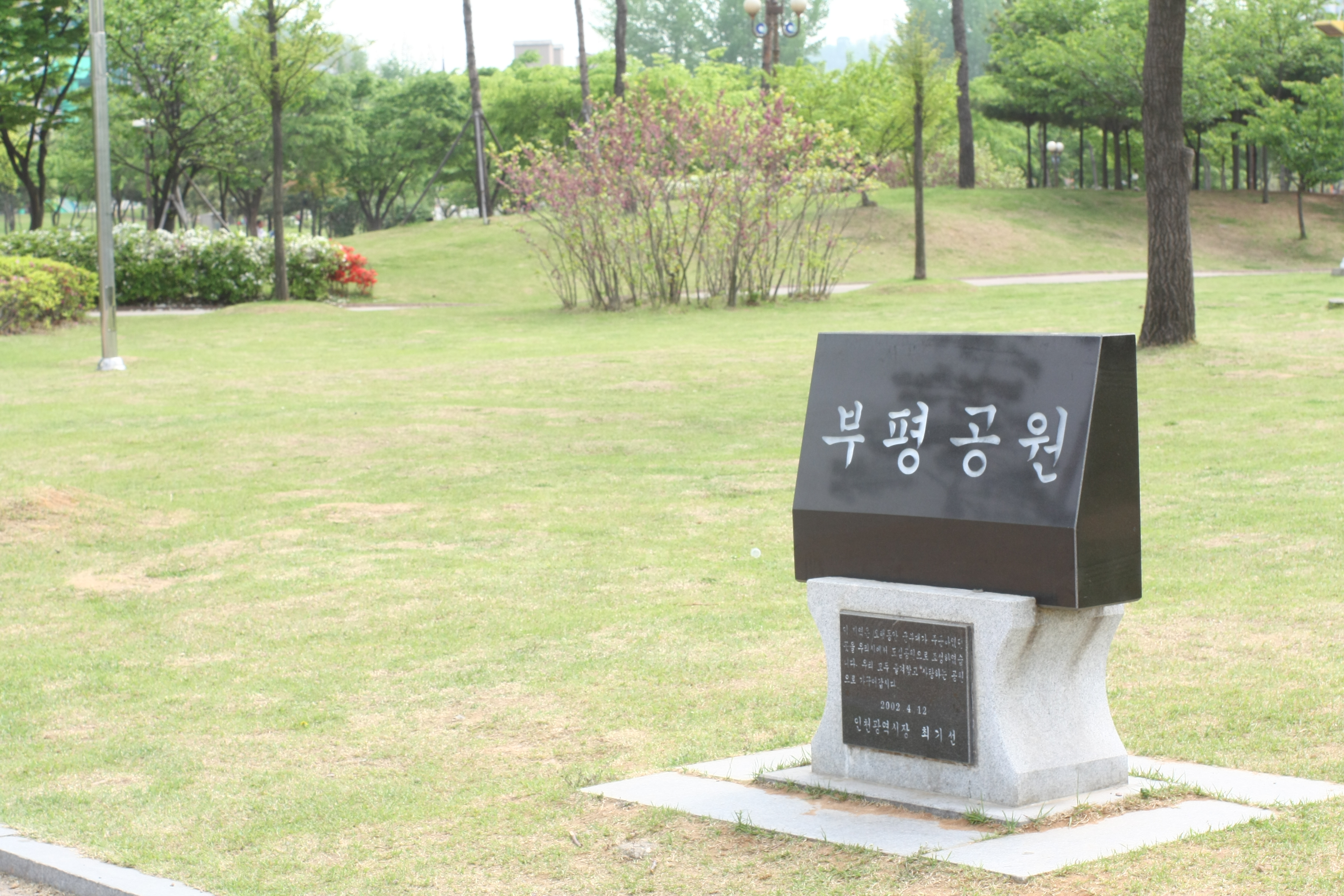
부평공원 표지석
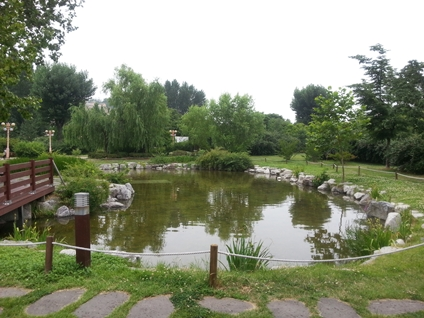
연못 2
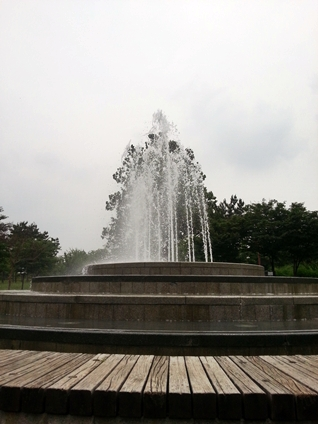
분수 2